# Nils Kettilsson (ärkebiskop)
Nils Kettilsson (latin: Nicolaus Catilli), död sommaren 1314, var en svensk präst och ärkebiskop av Uppsala stift från 1308 till sin död 1314. Han var den som år 1311 dömde Botulf i Sveriges enda officiella fall av kätteri under medeltiden.
På gravhällen bär han tillnamnet albus (vit).

## Biografi
Nils Kettilsson var av adlig släkt och var bror till Karl Tydiske, kung Birger Magnussons riksråd och ämbetsman i Stockholm 1305 och 1308). De bådas sigill finns avbildade i Peringskiölds "Monumenta uplandica (Mon. Upl.)".
Kettilsson var först kanik i Linköping.
Den 26 januari 1300 valdes han till biskop i Västerås stift. År 1305 kallas han i urkunderna "konung Birgers älskelige Man och Råd". Samma år blev han vald till ärkebiskop av Uppsala stift. Den 10 maj 1306 stadfäste påve Klemens V detta val.
Nils Kettilsson avled (enligt Grau) den 1 juni 1314 eller den 3 juni 1313. En annan källa anger 30 maj 1313.